# Україна (банк)
Акціонерний комерційний агропромисловий банк «Україна» (Агропромбанк «Україна»; АК АПБ «Україна») — український банк, що існував з 1990 по 2001 роки. Входив до групи найбільших.
Банкрутство банку «Україна» набуло значного суспільного резонансу, потужно сколихнуло громадську думку і стало одним з найбільш помітних в історії країни.

## Керівництво
Голови Правління банку «Україна»
Вересень 1990 — квітень 1992 — Гетьман Вадим Петрович
Квітень 1992 — травень 1996 — Коваленко Олександр Миколайович
Травень 1996 — вересень 1998 — Кравець Віктор Михайлович
Вересень 1998 — липень 1999 — Гриджук Дмитро Миколайович
Серпень 1999 — вересень 2000 — Міхеєв Петро Миколайович
Голови тимчасової адміністрації НБУ
Жовтень 2000 — 6 квітня 2001 — Тополов Віктор Семенович
6 — 15 квітня 2001 — Чанкін Вадим Валерійович
15 квітня — 16 липня 2001 — Тополов Віктор Семенович.

## Передісторія. Місце банку «Україна» в банківській системі
Передісторія найбільшого агропромислового банку України почалася зі створення Київського земельного банку у 1872 році в тодішній Російській імперії. Його основним завданням було надання селянам кредитів під заставу землі та нерухомого майна.
На початку 1920-х на його базі було створено Банк споживчої кооперації та Банк товариства сільськогосподарського кредиту. У 1932 році за участю цих структур було створено Сільгоспбанк. У 1959 році Сільгоспбанк був поглинений Держбанком СРСР, на якого було покладено функцію фінансування та кредитування сільського господарства.
У 1987 ця функція була передана новоствореному Агропромбанку СРСР, однією зі структур якого була Українська республіканська контора Агропромислового банку СРСР (Украгропромбанк). З 1987 року її очолював Вадим Гетьман.

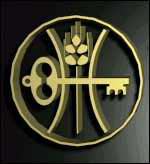
Логотип банку «Україна»

У вересні 1990 Украгропромбанк був реорганізований шляхом акціонування в Республіканський акціонерний комерційний агропромисловий банк «Україна» (слово «Республіканський» вилучене у 1992). На момент свого створення АК АПБ «Україна» мав у своєму розпорядженні 26 регіональних дирекцій, 540 відділень, 140 філій, 303 ощадні каси.
Акціонерами банку стали 5160 юридичних осіб: агропромислові об'єднання, установи, колгоспи, міжколгоспні підприємства тощо.
На момент відкликання ліцензії (2001) акціонерами банку було понад 337 тис. осіб. Систему складали головний офіс, 28 дирекцій, 547 відділень і 514 структурних підрозділів.
Банк «Україна» підключився до системи Reuters dealing, став членом системи SWIFT, а також кліринговим банком Української валютної біржі, членом Міжнародної асоціації комерційних банків (МАКОБ), мав кореспондентські рахунки в найбільших банках 20 провідних держав світу.
Всього в різний час клієнтами банку були понад 1,7 млн фізичних і понад 200 тис. юридичних осіб. Клієнтура банку характеризувалася як «колгоспна», «перевірена» і «дисциплінована», проте «розбещена» популізмом і протекціонізмом уряду. Відзначалося, що аграрії вкрай погано платили за кредитами.
З колективу «України» вийшло багато відомих банкірів і чиновників: Віктор Грибков, Ігор Францкевич, Ігор Мітюков, Віктор Ющенко, Віктор Кравець та інші.

## Крах банку
Банк «Україна» почав відчувати великі проблеми в 1998 році. На стику весни-літа 1998 Агропромбанк став втрачати платоспроможність і зазнавати збитків. За офіційною версією банку, він слідом за тодішнім урядом постраждав від російської кризи. На той момент другий за величиною банк держави виглядав легко хворим: «too big to fail» — занадто великий, щоб луснути.
Для розроблення заходів щодо поліпшення фінансового становища банку «Україна» Кабмін утворив тимчасову робочу групу під очільництвом міністра фінансів Ігоря Мітюкова.
НБУ швидко відкрив «Україні» стабілізаційний кредит у 150 млн гривень. Однак, 1998 рік банк закінчив з великим збитком у 123 млн гривень. Найкращі клієнти йшли, посилюючи проблеми. Слідом за ними йшли професійні службовці, потерпаючи від безперспективності та падіння зарплат.
У 1999 році банк провів стратегічно важливу реформу філіальної мережі (перехід від балансових відділень на безбалансові), здійснювалися заходи з підвищення дисципліни. У результаті збитки 1999 року зменшилися до 96 млн гривень.
Попри те, що в середині 2000 року ситуація в банку в цілому стабілізувалася, на керівництво держави почали тиснути міжнародні фінансові організації: Світовий банк та МВФ, з вимогою реорганізувати/ліквідувати проблемний банк.
25 вересня 2000 року Національний банк України ввів тимчасову адміністрацію в АК АПБ «Україна», що входив тоді до сімки найбільших українських банків, строком на один рік.
Проте, тимчасова адміністрація не змогла повернути банку сенс існування, і 16 липня 2001 року НБУ відкликав банківську ліцензію АПБ «Україна» та запровадив процедуру його ліквідації. Ліквідатором призначено державне Агентство з питань банкрутства.
На момент початку процедури ліквідації збитки банку перевищували 1,8 млрд грн., кредитний портфель становив 1,2 млрд грн., безнадійні кредити — 1,47 млрд грн.
Ліквідація здійснювалася за чинним на той час Законом «Про банки і банківську діяльність» ( [Архівовано 29 листопада 2014 у Wayback Machine.]) і включала такі стадії:
1. оголошення про ліквідацію;
2. приймання вимог кредиторів;
3. складання переліку вимог для затвердження Національним банком України;
4. оцінка майна банку;
5. продаж майна;
6. задоволення вимог до банку відповідно до встановленої черговості;
7. звіт ліквідатора;
8. унесення запису про ліквідацію до Державного реєстру банків.

Процедура ліквідації була продовжена Законом до 1 січня 2009 року.
7 березня 2002 року Верховною Радою був ухвалений довгоочікуваний Закон «Про врегулювання заборгованості за вкладами фізичних осіб — вкладників та інших кредиторів Акціонерного комерційного агропромислового банку „Україна“». Встановлювалося три черги задоволення вимог кредиторів.
Ліквідація банку проходила надзвичайно тривало і складно.
Фонд гарантування вкладів фізичних осіб здійснював виплати гарантованої суми відшкодування вкладникам банку. За період виплат відшкодування отримали 217 435 вкладників, що складає 22,2 % від загального числа осіб, які мали право на відшкодування за вкладами. Отримана вкладниками сума складає 32,1 млн грн. або 87 % від загальної суми відшкодування за вкладами. Це пояснюється тим, що розмір вкладів переважної більшості вкладників цього банку був замалим: вклади до 1 гривні мали 41 % осіб.
26 грудня 2008 року (за лічені дні до закінчення процедури) НБУ передав непродані активи
та перелік незадоволених вимог кредиторів банку в управління такому собі ТОВ «Торнадо.» (Київ). Вартість непроданих активів банку, які були передані цій компанії, становить приблизно 60 млн грн..

## Причини краху
З метою дослідження резонансних питань навколо фінансового стану АПБ «Україна» працювали дві тимчасові слідчі комісії Верховної Ради України:
1. ТСК для з'ясування причин, що призвели до кризового фінансового стану Акціонерного комерційного агропромислового банку «Україна» (2001—2002)  [Архівовано 4 березня 2018 у Wayback Machine.]  [Архівовано 25 червня 2017 у Wayback Machine.];
2. ТСК для з'ясування причин, що призвели до кризового фінансового стану Акціонерного комерційного агропромислового банку «Україна», та перевірки дотримання законності при здійсненні його ліквідації (2002—2006)  [Архівовано 7 лютого 2016 у Wayback Machine.]  [Архівовано 4 березня 2018 у Wayback Machine.]  [Архівовано 4 березня 2018 у Wayback Machine.], обидві під керівництвом під керівництвом В. М. Короля.

За фактами, пов'язаними з крахом банку «Україна», Генеральною прокуратурою було порушено понад 30 кримінальних справ.
Народні депутати України Г. Омельченко і А. Єрмак провели депутатське розслідування, яке показало, що основними причинами доведення банку «Україна» до банкрутства та його ліквідації були:
- дуже ризикована і шкідлива для банку практика вкладання кредитних ресурсів у великих розмірах в активи (гарантії, кредити, акредитиви, цінні папери тощо), які були приречені на неповернення, що призвело до різкого погіршення фінансового стану банку, невиконання ним своїх зобов'язань перед клієнтами, порушення ліквідності та платоспроможності;
- низький рівень платоспроможності основних клієнтів банку — сільськогосподарських підприємств (значна частина отриманих клієнтами кредитних коштів нібито йшла на хабарі посадовим особам, які «пробивали» ці кредити, або «рекетирам». «Такса» хабара нібито дорівнювала 10-25 % від суми кредиту);
- вимушена (під час парламентських та президентських виборів 1998—1999 рр.) видача великих сум кредитів за вказівкою високих посадових осіб підприємствам за низькими відсотками річних (15-20 %), тоді як відсоткова ставка в інших банках становила 40-50 %;
- втягування окремими народними депутатами і посадовими особами банку в політичну діяльність під час президентських виборів 1999 року та використання його організаційних структур і коштів для підтримки кандидата у Президенти України Леоніда Кучми.
- неповернення кредитів, які надавались юридичним особам на підставі Указів Президента Л. Кучми, постанов і розпоряджень Кабінету міністрів, які очолювали В. Масол, П. Лазаренко, В. Пустовойтенко, під урядові гарантії та на виконання сумнівних державних програм;
- невжиття своєчасних заходів зі сторони Президента й Уряду для забезпечення повернення боргів банку, незважаючи на числення звернення керівників банку;
- відсутність реакції правоохоронних органів на матеріали документальних ревізій, які їм неодноразово направлялися на початку 1999 року, про зловживання службовим становищем та неповернення боржниками банку коштів;
- незадовільний рівень підготовки менеджерів і зловживання службовим становищем посадовими особами банку, які, видаючи кредити, заздалегідь знали, що вони не будуть повернуті;
- видача кредитів під різні сільськогосподарські програми, які не були економічно обґрунтовані та використовувалися не за призначенням;
- вимога Міжнародного валютного фонду про закриття банку «Україна» до 1 липня 2001 року[10].

ЗМІ неодноразово оприлюднювали розслідування про причетність В. Ющенка до фінансових махінацій банку «Україна» в особливо великих розмірах. у 1988—1990 рр. Ющенко був начальником управління, заступником Голови Правління Українського республіканського банку Агропромбанку СРСР, а протягом 1990—1993 рр. — заступником, першим заступником Голови Правління АК АПБ «Україна». Звідти він перейшов на чільну посаду в Нацбанку.
|                                    | Ми купили 4% акцій найбільшого на той момент банку Україна. The Wall Street Journal і The Financial Times написали про це як про першу масштабну операцію з українськими цінними паперами. Ми заплатили, але банк не поспішав передавати пакет акцій. Після мене викликав голова правління банку і запропонував підписати папір про те, що моя компанія відмовляється від угоди. Інакше, додав банкір, він не може гарантувати мою безпеку. Я відмовився. Ми почали боротися, але у нас нічого не вийшло. Хоча нам допомагав посол Великої Британії, зустрічалися з Віктором Ющенком, який тоді був головою НБУ і обіцяв, що угода відбудеться. Договір довелося розірвати. Потім нам стало відомо, що політики, які тоді перебували у владі, крали гроші з банку Україна. Коли вони дізналися, що іноземці купують 4% і стають великими акціонерами, почали переживати, що це змусить банк працювати прозоро. |
| — Томаш Фіала, СЕО Dragon Capital, | |

У 2016 році з'явилися нові дані щодо причетності Ющенка до махінацій із банком.

### Перелік найбільших боржників банку
В порядку парламентського контролю, незважаючи на певний спротив, парламент окремою Постановою від 1 грудня 2005 року доручив газеті «Голос України» опублікувати список найбільших боржників банку «Україна».
| Боржник (позичальник)                    | Заборгованість за кредитами, отриманими в АПБ «Україна», млн грн. | Заборгованість за кредитами, отриманими в АПБ «Україна», млн грн. | Заборгованість за кредитами, отриманими в АПБ «Україна», млн грн. |
| Боржник (позичальник)                    | Основна                                                           | За процентами річних                                              | Загалом                                                           |
| ---------------------------------------- | ----------------------------------------------------------------- | ----------------------------------------------------------------- | ----------------------------------------------------------------- |
| ТОВ «Нафта-К»                            |                                                                   |                                                                   | 125,5                                                             |
| Асоціація «Інтерагро»                    | 67                                                                | 18,5                                                              | 85,5                                                              |
| ТОВ «Україна-Нафта»                      | 59,6                                                              | 3,9                                                               | 63,5                                                              |
| Торговий дім банку «Україна»             |                                                                   |                                                                   | 48,8                                                              |
| ЗАТ «Укррос»                             | 44,5                                                              | 4,1                                                               | 48,6                                                              |
| СНТЦ ЗАТ «Ресурсозбереження»             | 31,3                                                              | 12,6                                                              | 43,9                                                              |
| ТОВ «Дніпрокераміка»                     |                                                                   |                                                                   | 42,8                                                              |
| ЗАТ Корпорація «Інтерагросистема»        |                                                                   |                                                                   | 37,2                                                              |
| ЗАТ «Атланта-Інтернейшл»                 | 25,3                                                              | 9,5                                                               | 34,8                                                              |
| ТВМП «Українська мова»                   | 27,6                                                              | 0,5                                                               | 28,1                                                              |
| ТОВ ВКК «АРТЕКС»                         |                                                                   |                                                                   | 24,7                                                              |
| Корпорація «Республіка»                  | 7,1                                                               | 17,2                                                              | 24,3                                                              |
| ТОВ «КОРУНД ЛТД»                         |                                                                   |                                                                   | 17,1                                                              |
| Державна податкова адміністрація України | 12                                                                | 3,3                                                               | 15,3                                                              |
| АТ «Україна-Холдинг-Лізинг»              | 2,2                                                               | 10,9                                                              | 13,1                                                              |
| ЗАТ «Ферум-Трейдинг»                     | 7,5                                                               | 1,6                                                               | 9,1                                                               |
| ДАК «Хліб України»                       | 6,1                                                               | 2,4                                                               | 8,5                                                               |
| СП «Паркет»                              |                                                                   |                                                                   | 6,5                                                               |
| СФГ «Троянда»                            |                                                                   |                                                                   | 2,1                                                               |
| ЗАТ «Українські напої»                   |                                                                   |                                                                   | 1,2                                                               |
| Всього:                                  | Всього:                                                           | Всього:                                                           | 680,6                                                             |